# Schöne Welt, böse Leut
Schöne Welt, böse Leut ist ein 1969 erschienener, autobiografischer Roman des Südtiroler Schriftstellers Claus Gatterer, der darin seine Kindheit in Sexten beschreibt.
Gatterer behandelt in chronologischer Reihenfolge einzelne Themen, die sich aber auch überschneiden. Eingebunden in die Kapitel, in denen er die Ereignisse in der Dorfgemeinschaft erzählt, streift er die geschichtlichen Ereignisse von der Annexion Südtirols, über die Machtergreifung Mussolinis, die Veränderungen im deutschsprachigen Raum durch den Faschismus, den Einschlag des Nationalsozialismus und den Zweiten Weltkrieg.
Er vermittelt dem Leser dabei einen aufschlussreichen Einblick in die sozialen Strukturen einer typischen Südtiroler Dorfgemeinschaft. Der Autor baut geschickt seine Kenntnisse mit ein und räumt mit allerlei Vorstellungen und Märchen auf, die auch heute noch Teile der Südtiroler Gesellschaft prägen. Sie helfen einerseits, verklärte Ansichten des Zusammenlebens in Südtirol auf historische Entwicklungen zurückzuführen, und helfen somit andererseits, durch die stattgefundenen politischen Veränderungen der letzten Jahrzehnte viele eingebürgerte Lebensweisen als hinlänglich darzustellen.
Stilistisch besticht Klaus Gatterer durch eine leicht ironische Beschreibung der Geschehnisse aus einem historischen Blickwinkel. Präzise fasst er die Sprachunterschiede, sodass er auch sprachlich durch seine zeitgemäße, leicht intellektuelle Schreibart in der Lage ist, das "Damals" als fern und fremd darzustellen, ohne auf ein Gefühl der Verbundenheit verzichten zu müssen.